# Abarema curvicarpa
Abarema curvicarpa е вид растение от семейство Бобови (Fabaceae). Видът е незастрашен от изчезване.

## Разпространение
Разпространен е в Бразилия, Френска Гвиана, Гвиана и Суринам.